# Bóng nước tại Đại hội Thể thao Đông Nam Á 2023
Bóng nước là một trong những nội dung được tranh tài tại Đại hội Thể thao Đông Nam Á 2023 ở Campuchia, dự kiến sẽ được tổ chức từ ngày 12 đến 16 tháng 05 năm 2023 tại Trung tâm Thể thao dưới nước Quốc gia Morodok Techo ở thành phố Phnôm Pênh. Đây là một trong bốn môn thể thao dưới nước tại Sea Games 32, cùng với Lặn, Nhảy cầu và Bơi lội.

## Các quốc gia tham dự
| Nation      | Nam | Nữ  |
| ----------- | --- | --- |
| Campuchia   | Yes | No  |
| Indonesia   | Yes | Yes |
| Malaysia    | Yes | No  |
| Philippines | Yes | No  |
| Singapore   | Yes | Yes |
| Thái Lan    | Yes | Yes |

## Thể thức thi đấu
- Nếu có bốn (04) hoặc năm (05) đội tham dự thì các đội thi đấu theo thể thức vòng tròn một lượt tính điểm. Ba (03) điểm sẽ được trao cho một trận thắng, một (01) điểm cho một trận hòa và không (00) cho một trận thua.
Kết thúc thi đấu, đội xếp thứ nhất có số điểm cao nhất sẽ được trao huy chương vàng, đội xếp thứ nhì được trao huy chương bạc và đội xếp thứ ba được trao huy chương đồng.
- Nếu có từ sáu (06) đội trở lên tham gia thì được chia thành hai (02) bảng, mỗi đội thi đấu với nhau theo thể thức vòng tròn một lượt tính điểm trong bảng của mình. Ba (03) điểm sẽ được trao cho một trận thắng, một (01) điểm cho một trận hòa và không (00) cho một trận thua.
+ Nhất bảng A với nhì bảng B sẽ đấu với nhau ở trận bán kết 1 và nhất bảng B đấu với nhì bảng A ở trận bán kết 2.
+ Các đội thắng ở bán kết sẽ thi đấu play-off tranh huy chương vàng, đội thua tranh huy chương bạc.
+ Các đội thua bán kết sẽ thi đấu play-off và đội thắng sẽ nhận huy chương đồng

## Chương trình thi đấu
| Ngày       | Thứ      | Đội                      | Đội thắng   | Sự kiện   | Sự kiện |
| ---------- | -------- | ------------------------ | ----------- | --------- | ------- |
| 12 tháng 5 | Thứ 6    | Thái Lan vs Singapore    | Thái Lan    | Vòng bảng | Nữ      |
| 12 tháng 5 | Thứ 6    | Indonesia vs Campuchia   | Indonesia   | Vòng bảng | Nam     |
| 12 tháng 5 | Thứ 6    | Singapore vs Thái Lan    | Singapore   | Vòng bảng | Nam     |
| 12 tháng 5 | Thứ 6    | Phillipines vs Malaysia  | Philippines | Vòng bảng | Nam     |
| 13 tháng 5 | Thứ Bảy  | Campuchia vs Thái Lan    | Thái Lan    | Vòng bảng | Nam     |
| 13 tháng 5 | Thứ Bảy  | Malaysia vs Singapore    | Singapore   | Vòng bảng | Nam     |
| 13 tháng 5 | Thứ Bảy  | Indonesia vs Phillipines | Indonesia   | Vòng bảng | Nam     |
| 14 tháng 5 | Chủ nhật | Singapore vs Indonesia   | Singapore   | Vòng bảng | Nữ      |
| 14 tháng 5 | Chủ nhật | Thái Lan vs Malaysia     | Thái Lan    | Vòng bảng | Nam     |
| 14 tháng 5 | Chủ nhật | Philippines vs Campuchia | Philippines | Vòng bảng | Nam     |
| 14 tháng 5 | Chủ nhật | Singapore vs Indonesia   | Singapore   | Vòng bảng | Nam     |
| 15 tháng 5 | Thứ Hai  | Campuchia vs Malaysia    | Malaysia    | Vòng bảng | Nam     |
| 15 tháng 5 | Thứ Hai  | Indonesia vs Thái Lan    | Indonesia   | Vòng bảng | Nam     |
| 15 tháng 5 | Thứ Hai  | Philippines vs Singapore | Singapore   | Vòng bảng | Nam     |
| 16 tháng 5 | Thứ ba   | Indonesia vs Thái Lan    | Thái Lan    | Vòng bảng | Nữ      |
| 16 tháng 5 | Thứ ba   | Singapore vs Campuchia   | Singapore   | Vòng bảng | Nam     |
| 16 tháng 5 | Thứ ba   | Thái Lan vs Philippines  | Thái Lan    | Vòng bảng | Nam     |
| 16 tháng 5 | Thứ ba   | Malaysia vs Indonesia    | Indonesia   | Vòng bảng | Nam     |

### Vòng bảng
Nam
| Đội         | Trận | Thắng | Hòa | Thua | Điểm | Bàn thắng | Bàn thua | Hiệu số |
| ----------- | ---- | ----- | --- | ---- | ---- | --------- | -------- | ------- |
| Singapore   | 5    | 5     | 0   | 0    | 15   | 70        | 31       | 39      |
| Indonesia   | 5    | 4     | 0   | 1    | 12   | 80        | 35       | 45      |
| Thái Lan    | 5    | 3     | 0   | 2    | 9    | 82        | 37       | 45      |
| Philippines | 5    | 2     | 0   | 3    | 6    | 52        | 43       | 9       |
| Malaysia    | 5    | 1     | 0   | 4    | 3    | 36        | 74       | -38     |
| Campuchia   | 5    | 0     | 0   | 5    | 0    | 34        | 134      | -100    |

Nữ
| Đội       | Trận | Thắng | Hòa | Thua | Điểm | Bàn thắng | Bàn thua | Hiệu số |
| --------- | ---- | ----- | --- | ---- | ---- | --------- | -------- | ------- |
| Thái Lan  | 2    | 2     | 0   | 0    | 6    | 28        | 12       | 16      |
| Singapore | 2    | 1     | 0   | 1    | 3    | 14        | 17       | -3      |
| Indonesia | 2    | 0     | 0   | 2    | 0    | 14        | 27       | -13     |

## Danh sách huy chương
| Nội dung | Vàng | Bạc | Đồng |
| -------- | --- | --- | --- |
| Nam      | Singapore · Ang An Jun · Chiam Kunyang · Chow Jing Lun · Koh Jian Ying · Lee Cheng-kang · Darren Lee Jit-an · Lee Kai Yang · Cayden Loh Dejun · Loh Zhi Zhi · Paul Louis Tan Jwee Ann · Eugene Teo Zhen Wei · Yang Yip · Yu Junjie                                                                       | Indonesia · Ahmad Fauzy Mappatabe · Beby Willy Eka Paksi Tarigan · Brandley Ignatius Legawa · Fakhry Mahmud · Gilang Nabhil Saputra · Hizkia Bimantoro · Novian Dwiputra · Rezza Auditya Putra · Rian Rinaldo · Richley Gregorius Legawa · Ridjkie Mulia · Yusuf Budiman · Zaenal Arifin  | Thái Lan · Peerawat Chairit · Pattanit Chompoosang · Watcharawarong Ekchaona · Chanoknan Kaewmanee · Suteenan Kaewmanee · Pruetthikorn Khunprathum · Phatsakorn Maneejohn · Pokpong Morksang · Jakkrit Nakniyom · Kreerati Pimpapak · Kasitha Sangthanapanich · Phuriphong Sangthanapanich · Nopavich Savetmalanond       |
| Nữ       | Thái Lan · Phanthila Arsayuth · Benyakorn Khunprathum · Thanidakarn Kwantongtanaree · Pranisa Nilklad · Wataniya Nilklad · Kornkarn Puengpongsakul · Panita Pukkaman · Panchita Rodwattanadisakul · Poonnada Rotchanarut · Raksina Rueangsappaisan · Issaree Turon · Yanisa Turon · Satakamol Wongpairoj | Singapore · Melissa Chan Pei Tung · Chow Yan Teng · Koh Ting Ting · Gina Koh Ting Yi · Koh Xiao Li · Heather Lee Xuan Hui · Mounisha Devi Manivannan · Ong Cheng Jing · Rochelle Ong Xuan Rong · Michelle Tan Ting Yee · Nadyn Kei Thinagaran · Ranice Yap Jingxuan · Abielle Yeo Zhi Min | Indonesia · Aenah Aeliyah Purbaningrum · Amazia Keiko Radisty · Desthia Ramadhina Putri · Febrika Indirawati · Febrina Indriasari · Glindra Patricia Legawa · Indah Safitri · Jeanette Ayu Puspita · Melyn Cecilia Legawa · Nazwa Nur Abellia · Nyoman Ayu Savitri Arsana · Selfia Nur Fitroch · Thytania Rhamadini Putri |

## Bảng tổng sắp huy chương
| Hạng               | Đoàn               | Vàng | Bạc | Đồng | Tổng số |
| ------------------ | ------------------ | ---- | --- | ---- | ------- |
| 1                  | Singapore          | 1    | 1   | 0    | 2       |
| 2                  | Thái Lan           | 1    | 0   | 1    | 2       |
| 3                  | Indonesia          | 0    | 1   | 1    | 2       |
| Tổng số (3 đơn vị) | Tổng số (3 đơn vị) | 2    | 2   | 2    | 6       |